# Беларуськалий
Беларуськалий — белорусское предприятие-производитель калийных минеральных удобрений; открытое акционерное общество. Расположено в городе Солигорск в Минской области.
Беларуськалий находится на втором месте в СНГ по объёмам производства (после российского «Уралкалия»). На предприятии выпускалась, по состоянию на 2019 год, каждая шестая тонна калийных удобрений в мире.

## Характеристика
В состав открытого акционерного общества в настоящее время входят 5 рудоуправлений, 5 СОФ (сильвинитовые обогатительные фабрики) и 8 рудников.
Подземные горные работы по добыче полезного ископаемого (сильвинита) ведутся на трех горизонтах, ещё на одном горизонте производится добыча каменной соли (галита). Глубина ведения горных работ колеблется от 350 до 1000 метров.
Содержание полезного компонента в добываемой руде (хлорид калия) в зависимости от рудника и горизонта составляет от 22 до 30 %, содержание нерастворимого остатка — от 4 до 12 %.
При обогащении руды на трех рудоуправлениях применяется флотационный метод, на одном — галургический.

Инженерно-лабораторный корпус ОАО «Беларуськалий»

| Производство калийных удобрений, тыс. т:                                                        |
| Графики недоступны из-за технических проблем. См. информацию на Фабрикаторе и на mediawiki.org. |

## История
В 1949 году в Белорусской ССР было открыто одно из крупнейших в мире месторождений калийных солей — Старобинское. Его освоение началось в 1958 году, а промышленная добыча калийной соли была начата 9 января 1961 года. Первая очередь Первого Солигорского калийного комбината, ставшего ударной стройкой, была введена в эксплуатацию в декабре 1963 года.
В 1970-х добыча велась на шахтных комбайнах для добычи угля, недостаточно мощных и не совсем подходящих для добычи солей. При этом было несколько аварий, когда комбайн выходил к подземной полости (линзе), заполненной газом — газ взрывался, гибли люди. Позже с этой проблемой научились справляться, подрывая эти линзы.

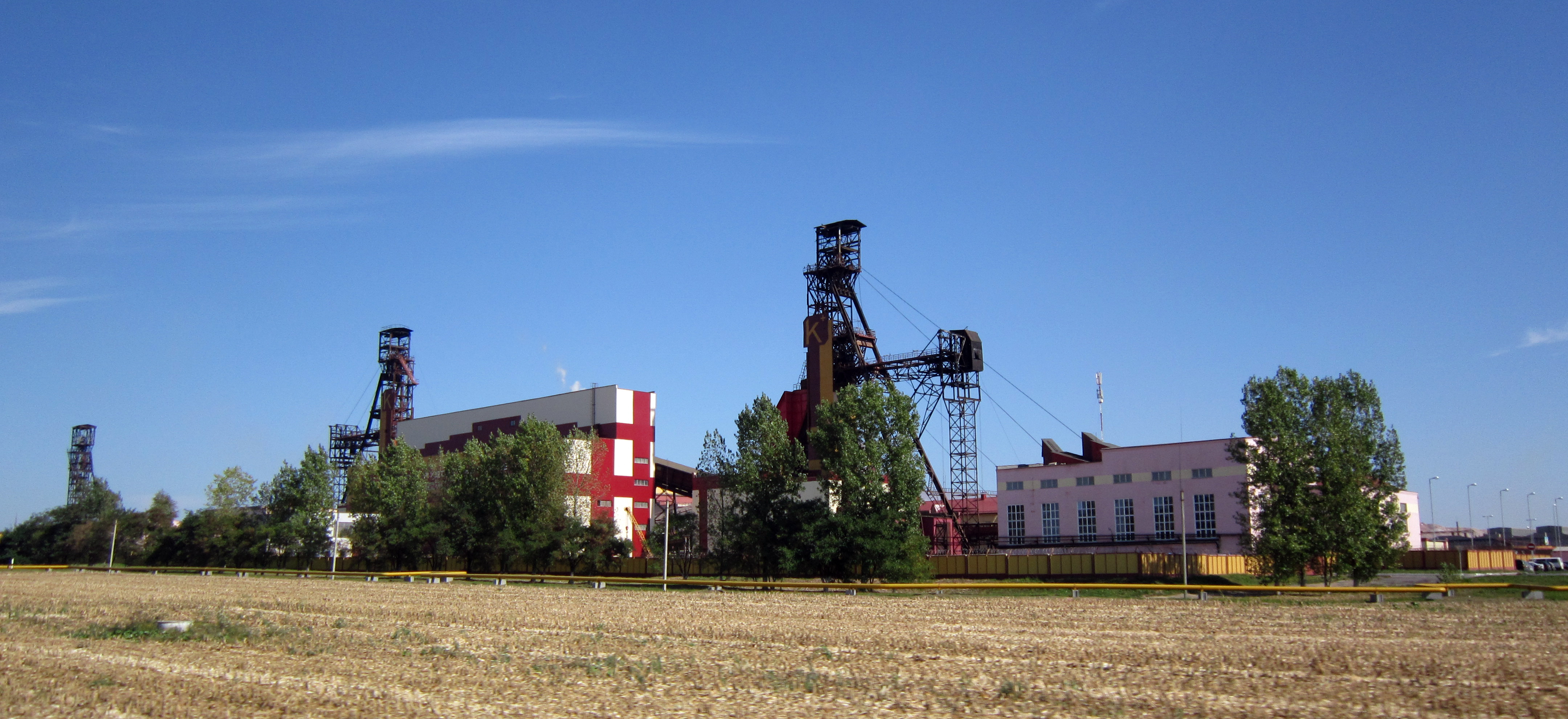
Второе рудоуправление

В 1980-х предприятие имело 17 % мирового рынка (5 млн тонн ежегодно, из них 40 % идёт на экспорт). Перед новым директором А. Подлесным, назначенным в Москве, поставлена новая задача — выйти на рубеж 10 млн тонн руды в год. Вскоре, через год, цель была достигнута (помогла модернизация 4-го рудоуправления).
В конце 80-х начались забастовки. Предприятие практически лишилось господдержки. Начались невыплаты зарплаты.
В 1990-х мелкие потребители стали самостоятельно вывозить продукцию за рубеж, демпингуя на международном рынке, что вызвало недовольство мировых калийных компаний. Авторитет предприятия упал, его потом пришлось восстанавливать годами. Был получен кредит на реконструкцию 1-го рудоуправления. На некоторый промежуток, в качестве эксперимента, в подземных галереях было организовано выращивание грибов и овощей. В 1994 г., с приходом нового руководства в стране, предприятие получило государственную поддержку. Правительство республики отказалось от идеи его приватизации. Прорубаются новые шахты.

### 2000-е
В августе 2003 на «Беларуськалии» была добыта миллиардная тонна руды. 
В 2005 году «Беларуськалий» и российская ОАО «Уралкалий» образовали картельную ЗАО «Белорусская калийная компания» (БКК) для совместного контроля продаж калийной продукции в другие страны. 
Добыча и продажа продолжала расти. Так за 2006 год выручка «Беларуськалий» составила около $1 млрд. Объём добычи в 2007 году превысил 8 млн тонн (в физическом весе), из них было экспортировано 7.216 млн тонн, экспортная выручка — 1,325 млрд долл. В 2008 году предприятие экспортировало 6,483 млн тонн удобрений, при этом выручка составила 3,379 млрд долл.
В 2010 году произвело 8,6 млн т калийных удобрений, в то время как в 2009 году объём производства составил лишь около 4,3 млн т. Из них на экспорт было поставлено 6,8 млн т калийных удобрений, оставшийся объём из произведенного количества был поставлен белорусским предприятиям АПК.

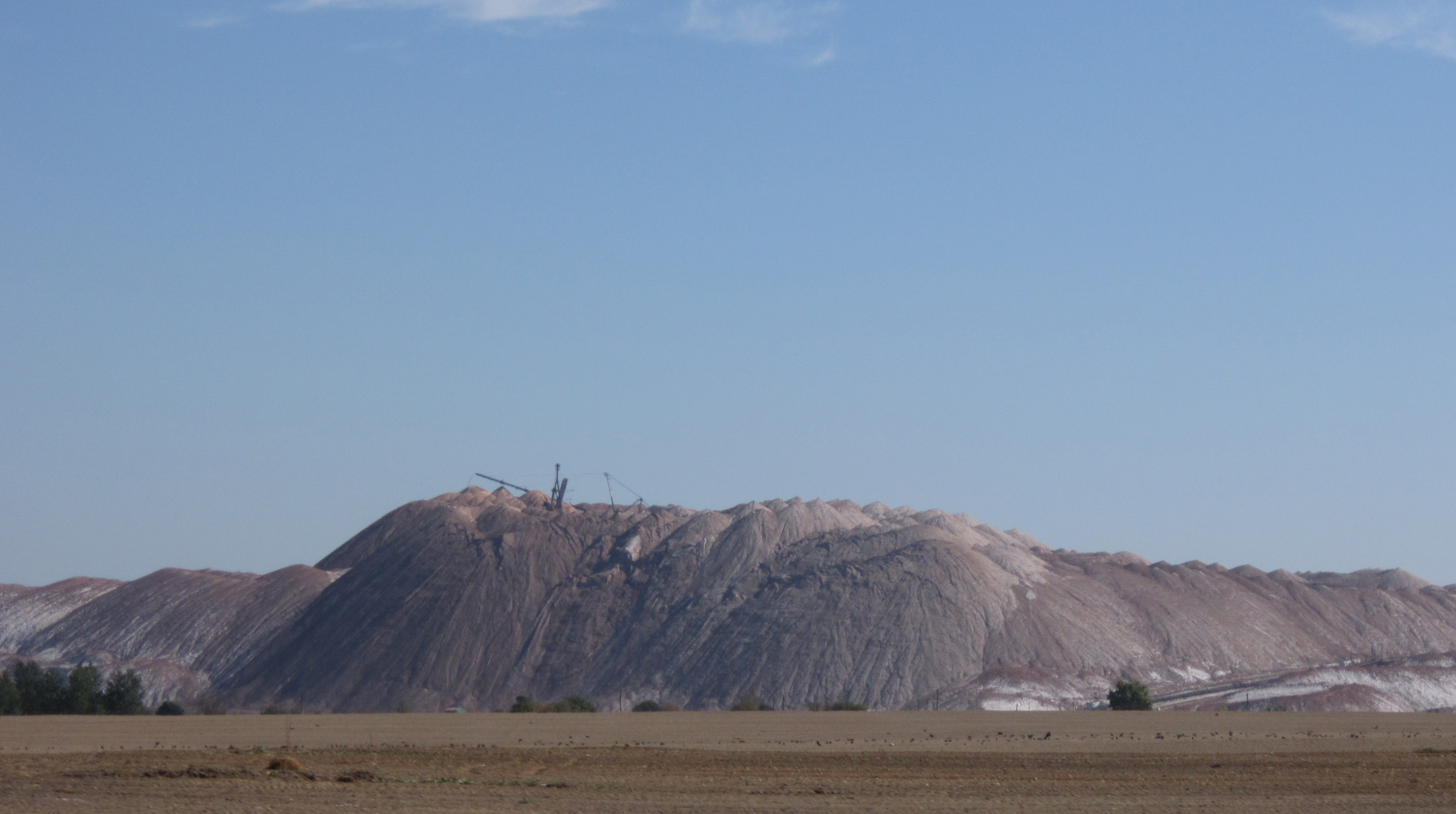
Терриконы

В мае 2009 года был введён в строй 5-й рудник («Краснослободский»), отличительной чертой которого является отсутствие собственной фабрики по переработке калийной руды — используется конвейер длиной 6.4 км для её транспортировки до 2-го рудоуправления. Начались работы по строительству 6-го рудника («Берёзовский»), также без собственной фабрики (в планах транспортировать руду на обогатительную фабрику первого рудоуправления конвейерным транспортом по поверхности, через Солигорское водохранилище). На 2012 год было назначен ввод в строй 2-го рудника. Что касается 7-го рудника («Дарасинский»), то обоснование инвестиций было назначено на 2011 год, в 2012-м должна начнется разработка проектной документации, а в 2013 — строительство. Ввод рудника в эксплуатацию запланирован на 2019 год.
На фоне роста цен на калийные удобрения в 2004—2008 и 2009—2010 гг. (с 50 долл. до 450 долл. за тонну), «Беларуськалий» стал одним из основных источников поддержки белорусской экономики. Сверхприбыли компании (вкупе с прибылями от экспорта российских калийных солей через совместную ЗАО «Белорусская калийная компания») сделали предприятие весьма привлекательным. В 2008 году российские компании начали работу по получению контроля над торговлей калийными солями на мировом рынке. Структуры российского миллиардера Сулеймана Керимова занялись выкупом акции ОАО «Уралкалий» и «Сильвинит» — двух основных российских производителей солей, а также в намеривались заполучить контроль над «Беларуськалием», но переговоры зашли в тупик. Тем временем белорусская сторона продолжала иметь контроль над экспортом ОАО «Уралкалия» через ранее созданную белорусско-российскую компанию ЗАО БКК, это мешало российской стороне установить монопольный контроль на экспорт калия.

### 2010-е
После ослабления позиций Минска из-за международной реакции на президентские выборы 2010 года и финансового кризиса 2011 года власти Беларуси начали рассматривать вопрос о продаже предприятия. При этом РФ активно лоббировала интересы Керимова. Минск также рассматривал предложения из других стран и не спешил с продажен «Беларуськалия» российской стороне.
26 августа 2013 года был арестован генеральный директор «Уралкалия», который прибыл в Минск по приглашению премьер-министра страны М. Мясниковича. Белорусская сторона обвинила российскую сторону в нанесении ущерба в размере 100 млн долларов «Беларуськалию» и «БКК» (см. Дело Баумгертнера) в следствии того, что «Уралкалий» в обход договорённостей о продаже только через совместную «БКК» продавали значительные объемы продукции самостоятельно. Генеральный директор ОАО «Беларуськалий» Валерий Кириенко заявил, что отказ «Уралкалия» от работы с БКК мог иметь целью рейдерский захват «Беларуськалия». В итоге Беларусь прекратила поставки через совместное с «Уралкалием» ЗАО «БКК» и создала самостоятельную ОАО «Белорусская калийная компания». В отношении же совместной ЗАО «БКК» в 2018 году началась процедура банкротства. С тех пор «Уралкалий» и «Беларуськалий» стали конкурентами на экспортные рынки. В 2013 году российский «Уралкалий» начал повышать объемы в ущерб цене, чтобы избавиться от конкуренции. Этот демпинг уронил стоимость мировых цен на калий и акции этих компаний. В 2014 году цены несколько восстановились. 
В 2015 году «Белорусская калийная компания» договорилась продать свой поташ (основное удобрение) китайцам за $315 за тонну, в первом полугодии 2015 года, тем самым обошла российский «Уралкалий» и североамериканский Canpotex, которые продавали удобрения китайцам по более высоким ценам.

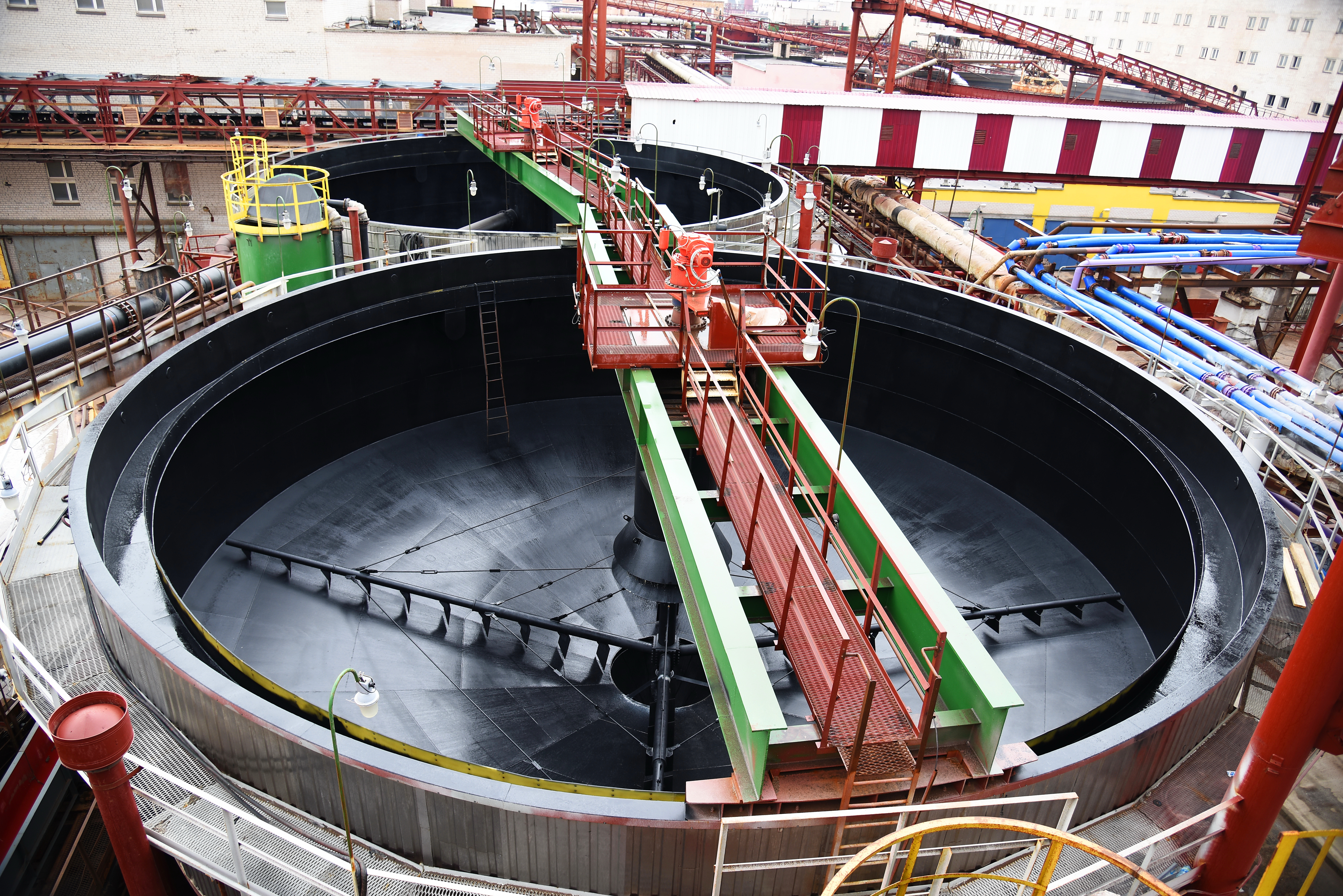
Отделение сгущения фабрики 1РУ ОАО «Беларуськалий»

ОАО «Беларуськалий» одно из крупных налогоплательщиков страны и первое среди предприятий Минской области. Только за 2 месяца 2016 года предприятие уплатило в государственный бюджет 11,3 % от суммы по всем выплаченным налогам предприятиями Минской области.

### 2020-е
В 2020 году «Беларуськалий» стал одним из центров забастовок после президентских выборов и насилия над протестующими. 19 ноября «Беларуськалий» уволил 49 бастующих рабочих за «прогулы». В июне 2021 года Евросоюз ввел в отношении Беларуси секторальные санкции, включая запрет на торговлю и транзит некоторых видов калийных удобрений. 9 августа 2021 года США добавили «Беларуськалий» в список специально обозначенных граждан и заблокированных лиц; в тот же день Великобритания и Канада ввели ограничения на некоторые белорусские калийные удобрения. 2 декабря 2021 года «Беларуськалий» попал под санкции Великобритании, в то время как Министерство финансов США включило БКК в американский санкционный список.
В январе 2022 года правительство Литвы объявило, что с 1 февраля 2022 года расторгает договор на перевозки с «Беларуськалием».
В январе 2022 года норвежская компания Yara из-за логистических сложностей отказалась от заключённого в прошлом году пятилетнего контракта. На долю компании приходилось 10-15 % продукции белорусского концерна, эквивалентные нескольким сотням миллионам долларов.
В 2022 году, из-за вторжения России на Украину, Канада, ЕС и Швейцария ввели санкции против «Беларуськалия», его генерального директора Ивана Головатого, а также БКК. В январе 2023 года предприятие было внесено в санкционный список Украины.
В августе 2024 года вышло расследование Беларусского расследовательского центра, Белсата, украинской службы Радио «Свобода», Киберпартизан и OCCRP, согласно которому для обхода санкций против «Беларуськалия» используется компания, зарегистрированная на Кипре и связанная с окружением Виктора Шеймана.
В сентябре 2024 года Суд Европейского союза отказался снимать санкции ЕС с Головатого, «Беларуськалия» и Белорусской калийной компании.
4 ноября 2024 года новым генеральным директором «Беларуськалия» стал Андрей Рыбаков, ранее возглавлявший «Белнефтехим». В декабре 2024 года Рыбаков был добавлен в санкционные списки Европейского союза и Швейцарии. Также Рыбаков ещё во время руководства «Белнефтехимом» был включён в список специально обозначенных граждан и заблокированных лиц США.
Согласно новому расследованию Беларусского расследовательского центра, выпущенному в марте 2025 года, произведённая «Беларуськалием» техническая соль вопреки санкциям продаётся в ЕС как антигололёдный реагент.

## Инциденты
- 26 августа 2012 — смертельное травмирование металлическим канатом тяговой лебедки[43].
- 25 апреля 2015 — обрушение породы на 1 РУ. Один погибший[44]. Причины несчастного случая имеют организационный характер: неудовлетворительная организация производства, нарушение требований безопасности при эксплуатации техники, а также недостатки в обучении безопасным приемам труда[45].
- 22 октября 2015 — разлив щёлочи на территории 4РУ. Один пострадавший[46].
- 26 октября 2015 — обрушение металлоконструкций конвейерной ленты, осуществляющей подачу руды от цеха дробления на фабрику[47].
- 2 ноября 2015 — на 3 РУ «Беларуськалия» в результате взрыва метана погиб крепильщик 5-го подземного горного участка Максим Шагун[48].
- 9 июня 2016 — на территории 2РУ при выполнении строительных работ по монтажу металлической конструкции произошло её падение. Один рабочий смертельно травмирован[49].
- 12 июля 2016 — при выполнении буровых работ был смертельно травмирован машинист горновыемочной машины[50].
- 26 октября 2016 — обрыв троса люльки с находящимися в ней шестью рабочими во время ремонта сгоревшего склада. Один из работников скончался на месте[51].
- 14 ноября 2016 — при ремонте рукава гидравлического насоса комбайна рабочего придавило режущим механизмом[52].
- 3 января 2017 — смертельное травмирование во время разбора завалов на 3РУ[53].
- 9 марта 2018 — на 3 РУ «Беларуськалия» произошёл взрыв метана с последующим обрушением пород кровли при проведении эксперимента на опасном участке выработки. Погибли машинист горных выемочных машин Максим Иванов и горнорабочий очистного забоя Дмитрий Вальков[54][55].

## Известные сотрудники
- Судиловский, Пётр Михайлович (1928—2000) — директор (1972—1982), Герой Социалистического Труда.